# Радгощ (гміна)
Гміна Радгощ (пол. Gmina Radgoszcz) — сільська гміна у південній Польщі. Належить до Домбровського повіту Малопольського воєводства.
Станом на 31 грудня 2011 у гміні проживало 7378 осіб.

## Територія
Згідно з даними за 2007 рік площа гміни становила 88.30 км², у тому числі:
- орні землі: 74.00%
- ліси: 15.00%

Таким чином, площа гміни становить 16.75% площі повіту.

## Населення
Станом на 31 грудня 2011:
| Опис     | Загалом | Загалом | Чоловіки | Чоловіки | Жінки | Жінки |
| -------- | ------- | ------- | -------- | -------- | ----- | ----- |
| одиниця  | осіб    | %       | осіб     | %        | осіб  | %     |
| все      | 7378    | 100     | 3744     | 50.75    | 3634  | 49.25 |
| міське   | 0       | 100     | 0        |          | 0     |       |
| сільське | 7378    | 100     | 3744     | 50.75    | 3634  | 49.25 |

## Сусідні гміни
Гміна Радґощ межує з такими гмінами: Вадовіце-Ґурне, Домброва-Тарновська, Ліся Ґура, Радомишль-Великий, Чарна, Щуцин.